# A Igreja de Jesus Cristo dos Santos dos Últimos Dias no Camboja
A Igreja de Jesus Cristo dos Santos dos Últimos Dias (vulgarmente conhecida como A Igreja Mórmon) no Camboja refere-se à contribuição do Camboja na História de A Igreja de Jesus Cristo dos Santos dos Últimos Dias desde sua assimilação no final do século XIX até a atualidade.

## História
Durante a Guerra do Vietnã, muitos soldados americanos mórmons ensinaram a doutrina da igreja aos cambojanos. Vários refugiados do país nos Estados Unidos também tiveram contato com a doutrina da igreja. As primeiras congregações de mórmons no Camboja surgiram por volta de 1970, sendo formadas ainda pelos soldados americanos mórmons que serviam durante a Guerra do Vietnã. Estes dirigiam-se principalmente para a capital do país, Phnom Penh. Os cambojanos refugiados que viviam nos Estados Unidos também passaram a se organizar em congregações mórmons, e muitos destes chegaram à Salt Lake City.
A Igreja de Jesus Cristo dos Santos dos Últimos Dias foi legalmente reconhecida pelo Governo do Camboja em 4 de março de 1994. A partir da década de 1990, a denominação religiosa passou a contribuir socialmente no país, através de ajudas humanitárias.
O Camboja é um dos países da Ásia com maior número de adeptos do mormonismo. Em 2012, de acordo com dados da própria denomiação, havia no país 11 469 seguidores do mormonismo, divididos em 27 congregações e 3 Centros de História da Família. Os membros da igreja no país frequentam o Templo de Hong Kong e há uma divisão missionária, a Missão Camboja Phnom Penh, sediada na capital, que também é responsável pela administração missionária da igreja no Vietname.